# Riviera di Rimini Challenger 2004
Il Riviera di Rimini Challenger 2004 è stato un torneo di tennis facente parte della categoria ATP Challenger Series nell'ambito dell'ATP Challenger Series 2004. Il torneo si è giocato a Rimini in Italia dal 12 al 18 luglio 2004 su campi in terra rossa.

## Vincitori

### Singolare
Tomas Tenconi ha battuto in finale  Álex Calatrava con il punteggio di 6–2, 6–1

### Doppio
Daniele Bracciali /  Giorgio Galimberti hanno battuto in finale  Stefano Cobolli /  Vincenzo Santopadre per walkover